# Rolnictwo w Hiszpanii
Rolnictwo jest jednym z działów pierwszego sektora gospodarki. Do lat 60. XX wieku było ono najważniejszą częścią gospodarki Hiszpanii. Do uprawy używano sprzętów oraz metod bardzo dobrze znanych w gospodarstwach wiejskich. Zwierzęta ogrywały dużą rolę w pracy rolnej. Obecnie, procent ludności zajmującej się rolnictwem nie przekracza 10%. Przyczyn takiej sytuacji należy szukać w wydarzeniach, które miały miejsce w poprzednich dekadach. Były to: masowa emigracja ludności w wieku produkcyjnym z obszarów wiejskich do miast oraz progresywne uprzemysłowienie. Zastosowanie nowych technologii udoskonaliło jakość oraz zwiększyło ilość plonów jednakże jednocześnie zredukowało siłę roboczą.

## Czynniki fizyczne mające wpływ na rolnictwo
- Wysokość – średnia wysokość Hiszpanii wynosi 600 m n.p.m., natomiast wysokość odpowiednia dla uprawy nie powinna przekraczać 200 m. Dlatego też czynnik ten utrudnia hiszpańskie rolnictwo.
- Ukształtowanie powierzchni – chociaż przeważają tereny górskie, również występują równiny np. depresje Ebro i Gwadalkiwir. Stanowi to problem dla pracy rolnej i mechanizacji rolnictwa.
- Gleba – od  jej rodzaju zależy żyzność ziemi. Jednakże nie wszystkie gleby są zdolne do uprawy.
- Warunki klimatyczne – takie czynniki jak temperatura, wiatr i opady mają znaczny wpływ na dane uprawy. W Hiszpanii zagrożenie dla uprawy roli stanowią długie okresy suszy oraz burze, powodzie i przymrozki.
- Dostępność wody – woda potrzebna w rolnictwie hiszpańskim pochodzi z opadów lub z sieci wodociągowych.

## Podział rolnictwa
Można podzielić je według 3 kryteriów:

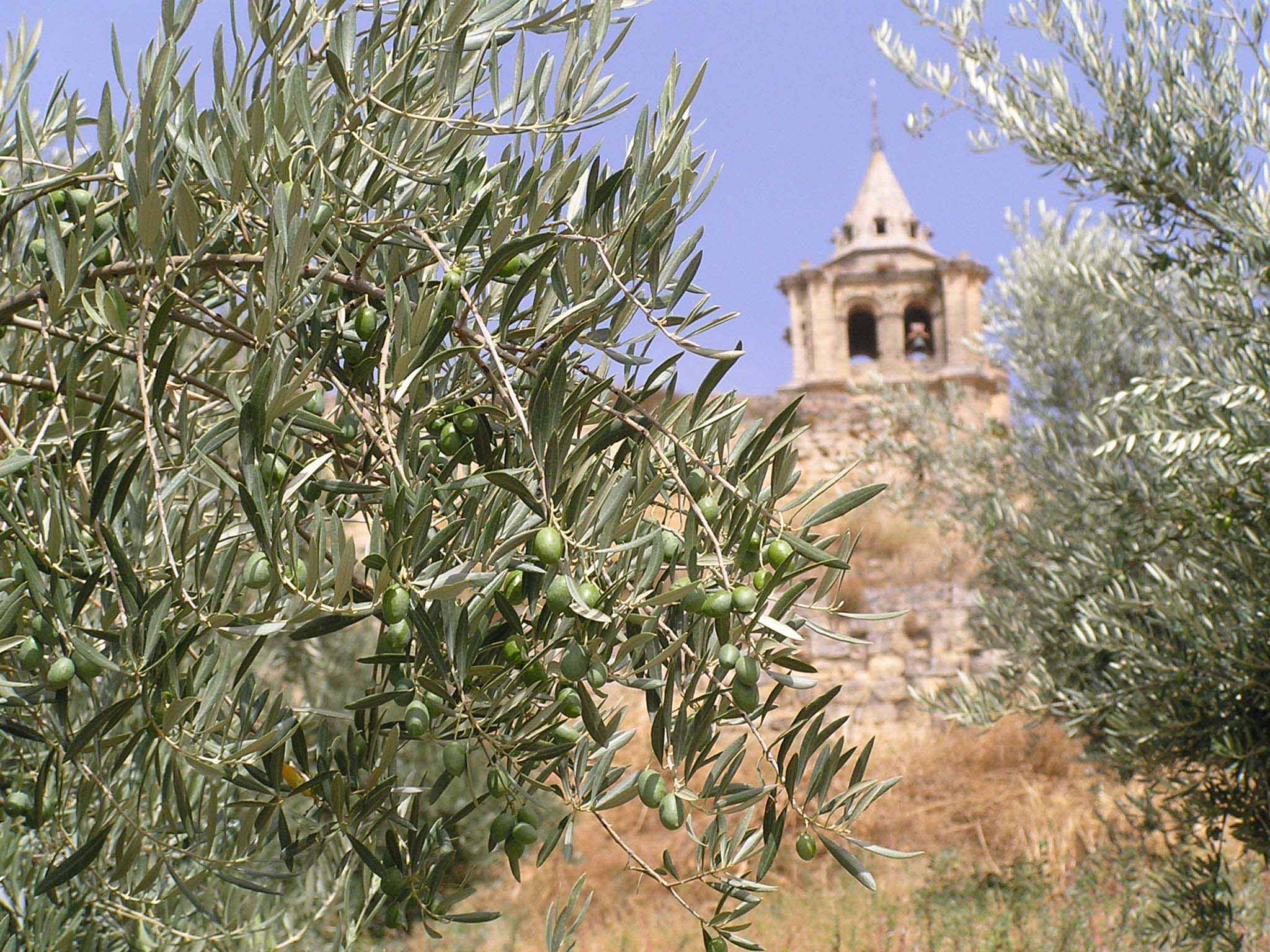
Drzewo oliwne w Jaén

### 1.      Według sposobuirygacji
- Naturalne nawadnianie terenów uprawnych (wody opadowe)
- Sztuczne nawadnianie terenów uprawnych

### 2.	Według  rodzaju użytkowania
- Rolnictwo intensywne –zakłada ukierunkowanie pracy rolnej na maksymalny zysk. Realizowane poprzez użycie technologii i małej ilości siły roboczej.
- Rolnictwo ekstensywne – polega na pozostawieniu części terenów rolnych bez uprawiania na określony czas – ugór.

### 3.       Według ilości produkowanych upraw
- Monokulturowe – charakteryzuje się uprawą jednego produktu na tym samym terenie.
- Polikulturowe –  uprawa wielu gatunków na tym samym terytorium.

## Formy eksploatacji ziemi
- Minifundia – małe gospodarstwa na których uprawia się wiele gatunków upraw. Są to ziemie nawadniane sztucznie. Występują na północy Hiszpanii, szczególnie we wspólnotach autonomicznych: Galicji i na wschodzie Walencji. Jednakże, tylko w ostatnim regionie przynoszą znaczące dochody. Przyczyną jest brak dostatecznych finansów, które umożliwiłyby unowocześnienie rolnictwa.
- Latyfundia – większe posiadłości ziemskie, na których uprawiany jest wyłącznie jeden gatunek. Znajdują się we wspólnotach autonomicznych, takich jak: Andaluzja, Kastylia-La Mancha, Estremadura i Aragonia. Większość z nich to tereny nawadniane naturalnie oraz pastwiska.

## Ewolucja rolnictwa
W ostatnich latach w rolnictwie hiszpańskim zaszły liczne zmiany. Ich główną przyczyną był rozwój technologii. Dzięki temu wykształciło się rolnictwo zmodernizowane (uprzemysłowione). Między tradycyjnym a zmodernizowanym istnieją duże różnice:
- Rolnictwo ekstensywne zostało zastąpione przez intensywne,
- Rolnictwo polikulturowe oraz używane techniki ustąpiły miejsca nowym technologiom,
- Rezultaty obydwóch typów rolnictwa także są różne: tradycyjne jest mało dochodowe oraz autokonsumpcyjne. Sprzedaż prowadzona jest na rynku narodowym. Natomiast zmodernizowane przynosi wysokie dochody, zajmuje się produkcją rynkową i sprzedaje na rynku międzynarodowym.

Spośród nowych technik rolniczych można wyróżnić:
- Szklarnie – struktury z plastiku, które zatrzymują ciepło i wilgoć,
- Mulcz- polega na przykrywaniu ziemi plastikową powierzchnią,
- Umieszczanie na ziemi warstw nawozu i piasku w celu zatrzymania wilgoci.

## Uprawy

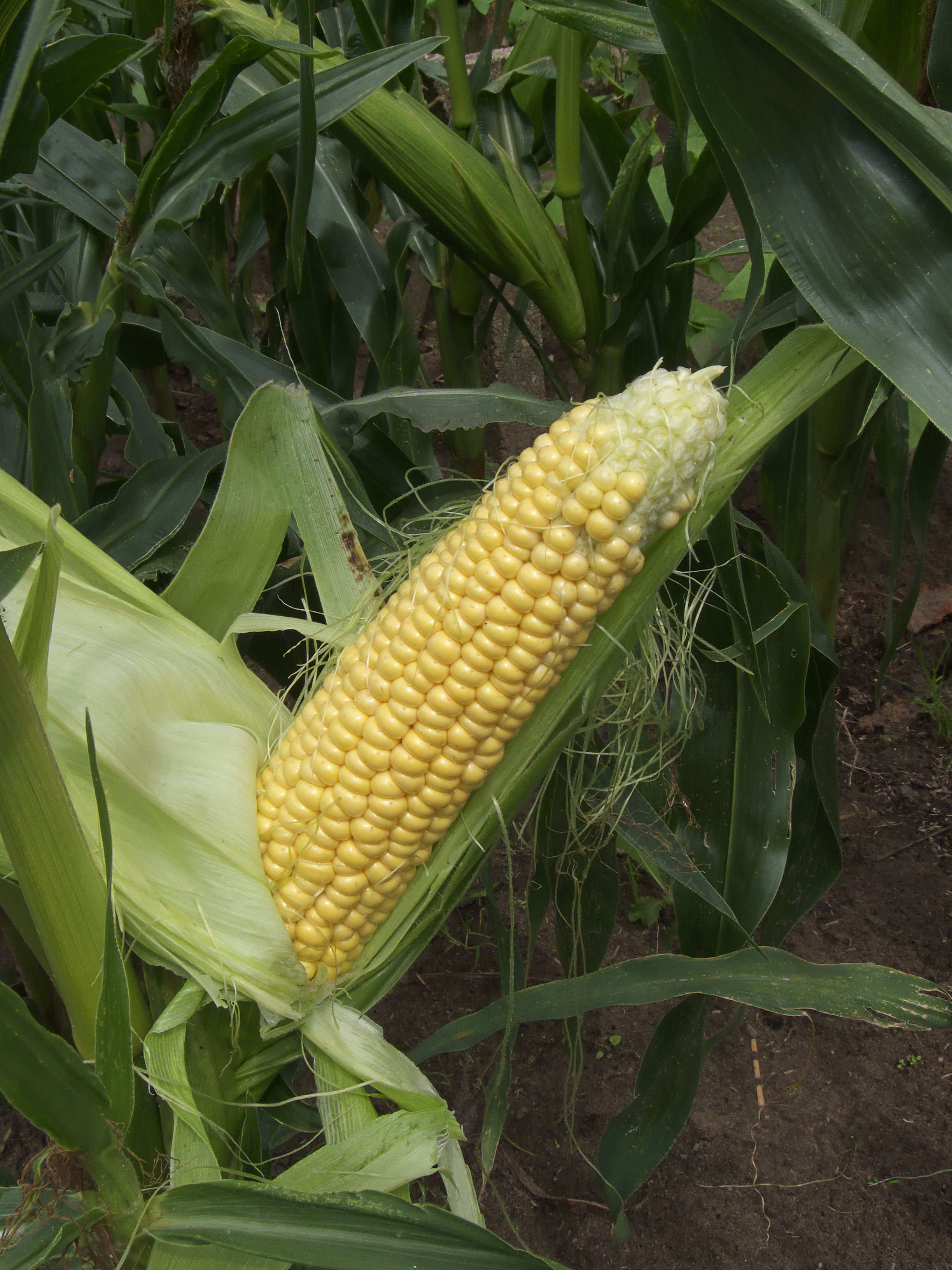
Kukurydza

### Zboża
- Pszenica – uprawiana na terytoriach Mesety i Ebro na terenach naturalnie nawadnianych,
- Kukurydza – występuje w Kraju Basków, Księstwie Asturii oraz w Galicji. Produkuje się z niej żywność dla ludzi oraz paszę dla zwierząt,
- Jęczmień – używany do produkcji pożywienia dla bydła domowego oraz piwa,
- Ryż – produkt eksportowy (dzięki dużym plonom). Dlatego też przynosi duże dochody.

### Drzewa owocowe
Wśród nich występują cytrusy, które przez swój duży eksport, stanowią podstawę bilansu handlowego Hiszpanii.
- Pomarańcze, mandarynki i cytryny uprawiane są w regionach: Walencji i Murcji,
- Migdały – owoce niecytrusowe - przystosowują się bardzo dobrze do różnych warunków,
- Jabłka i banany – charakterystyczne dla Księstwa Asturii oraz części Kraju Basków,
- Owoce z sadu – występują we wspólnotach autonomicznych: Andaluzja, Aragonia, La Rioja, Katalonia, Estremadura, Walencja i Murcja.

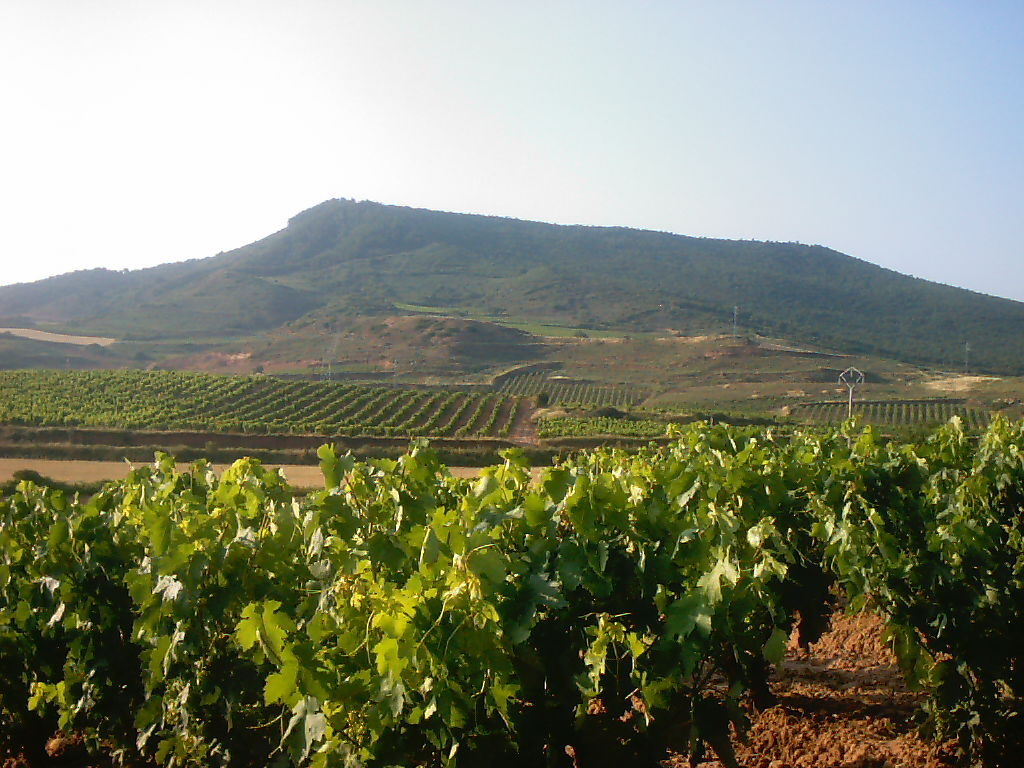
Winnica w La Rioja

### Warzywa
Uprawiane w regionach: Aragonia, Katalonia i Nawarra, z użyciem technik tradycyjnych oraz wysokiej technologii. Najważniejsze to: pomidory, papryka, ogórki, sałata, czosnek,  cebula, bakłażan, cukinia i seler.

### Uprawy przemysłowe
- Słonecznik – na przestrzeni lat jego produkcja wzrosła. Powodami są nieduże wymagania klimatyczne oraz popyt na produkowany z niego olej,
- Tytoń – jego plantacje znajdują się w Grenadzie i Cáceres, chociaż większe dochody przynoszą te z Grenady,
- Burak cukrowy – największe uprawy rozciągają się w nizinie rzeki Duero oraz w Andaluzji. Jest najważniejszą rośliną przemysłową po słoneczniku,
- Bawełna – jej produkcja się zmniejszyła. Uprawiana w Alicante, Murcji i części Estremadury.

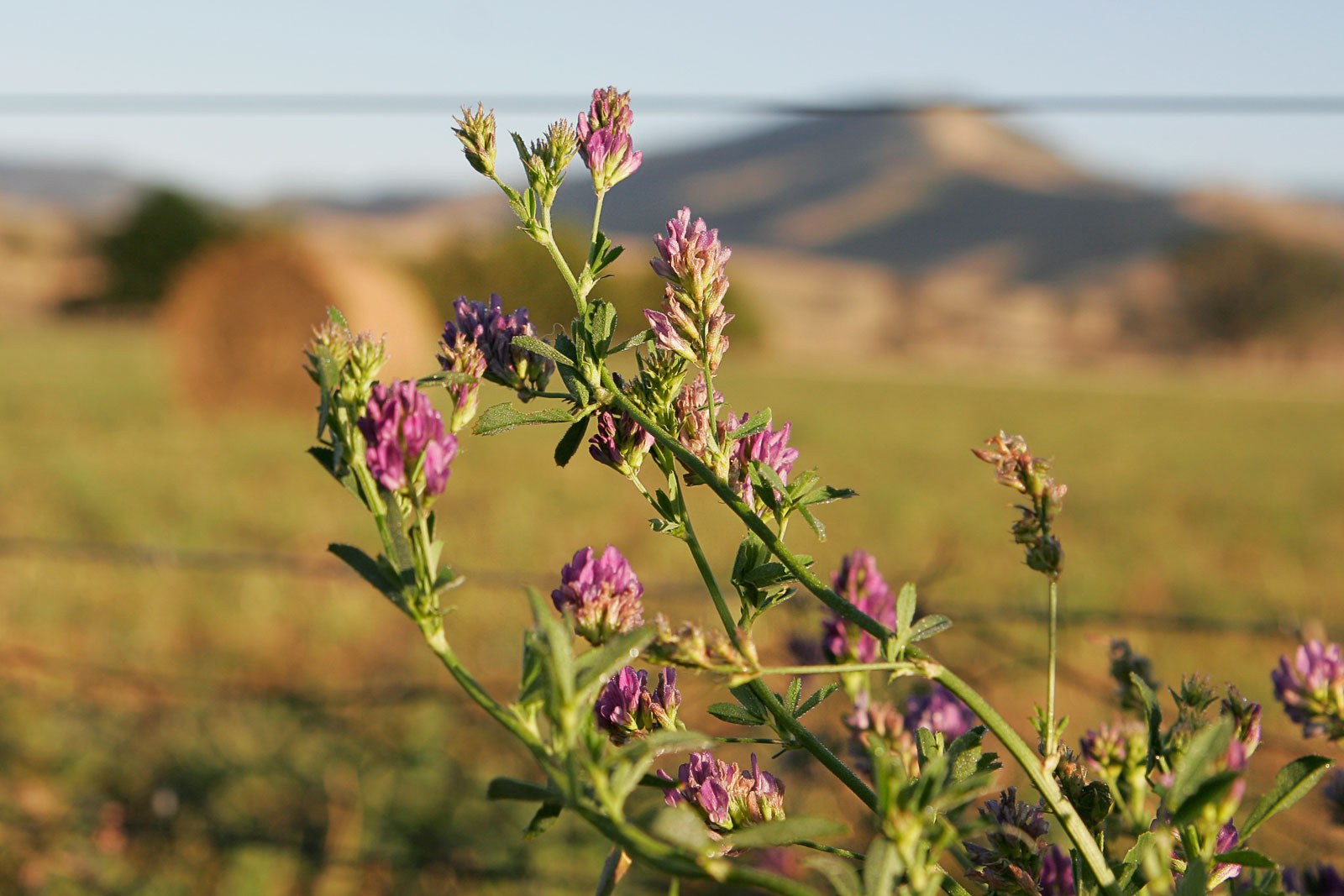
Lucerna siewna

### Pozostałe
Winorośl – bardzo dobrze przystosowana do warunków klimatu śródziemnomorskiego. Głównie używana do produkcji win.
Drzewo oliwne – występuje wyłącznie na terenach klimatu śródziemnomorskiego. Wykorzystywane do produkcji oleju i konserw. Andaluzja jest to region, który słynie z uprawy oliwek.
Ziemniaki i rośliny strączkowe – powierzchnia upraw się zredukowała z powodu zmniejszenia popytu i rywalizacji z Holandią.
Uprawy paszowe – produkcja żywności dla bydła domowego. Przykładem jest lucerna siewna.

## Wspólna polityka rolnaUnii Europejskiej
Obowiązkiem Hiszpanii od czasu wstąpienia do Unii Europejskiej jest prowadzenie wspólnej polityki rolnej. Jej cele to m.in. wzrost i rozwój produkcji rolnej oraz zagwarantowanie zaopatrzenia i rozsądnych cen. Ma jednak ona swoje wady i zalety. Niekorzystne dla Hiszpanii jest to, że Unia Europejska zmniejsza produkcję np. mleka. Pozytywnym aspektem jest postęp techniczny.